# Nomeansno
No Means No (Nomeansno) – hardcore punkowy zespół z Vancouver w Kanadzie.

## Historia
Założyli go w 1979 bracia Rob Wright (gitara basowa i śpiew) i John Wright (perkusja, śpiew i keyboard). W 1983 doszedł do nich Andy Kerr (gitara), którego miejsce w 1992 zajął Tom Holliston.
Styl muzyczny zespołu określono jako hardcore punk z funkowymi elementami i charakterystyczną sekcją rytmiczną.
Nazwa zespołu: „Nie znaczy nie” oznacza możliwość odmówienia każdemu niezależnie od sytuacji i jest zaczerpnięta z akcji przeciwko przemocy seksualnej. Zespół kilkakrotnie koncertował w Polsce.
20 września 2015 Nomeansno włączono do Western Canadian Music Hall of Fame (z ang. Zachodniokanadyjska Muzyczna Galeria Sław).
24 września 2016 zespół zakończył działalność.

## Dyskografia
Albumy
- 1982: Mama
- 1986: Sex Mad
- 1988: Small Parts Isolated and Destroyed
- 1989: Wrong
- 1991: The Sky Is Falling And I Want My Mommy (przy współpracy z Jello Biafrą)
- 1991: Live and Cuddly (live)
- 1991: 0 + 2 = 1
- 1993: Why Do They Call Me Mr. Happy?
- 1994: Mr.Right & Mr. Wrong/One Down & Two To Go
- 1995: The Worldhood of the World
- 1998: Dance of the Headless Bourgeoisie
- 2000: One
- 2004: The People's Choice (składanka)
- 2004: Mama (nowe wydanie z bonusem)
- 2006: All Roads Lead To Ausfahrt

EP
- 1980: Look,here come the wormies
- 1981: Betrayal, Fear, Anger, Hatred
- 1986: You Kill Me
- 1988: The Day Everything Became Nothing
- 1990: The Power of Positive Thinking
- 1996: Would we be alive?
- 1997: In the fishtank vol.1
- 2001: Generic Shame